# Zygmunt Klukowski

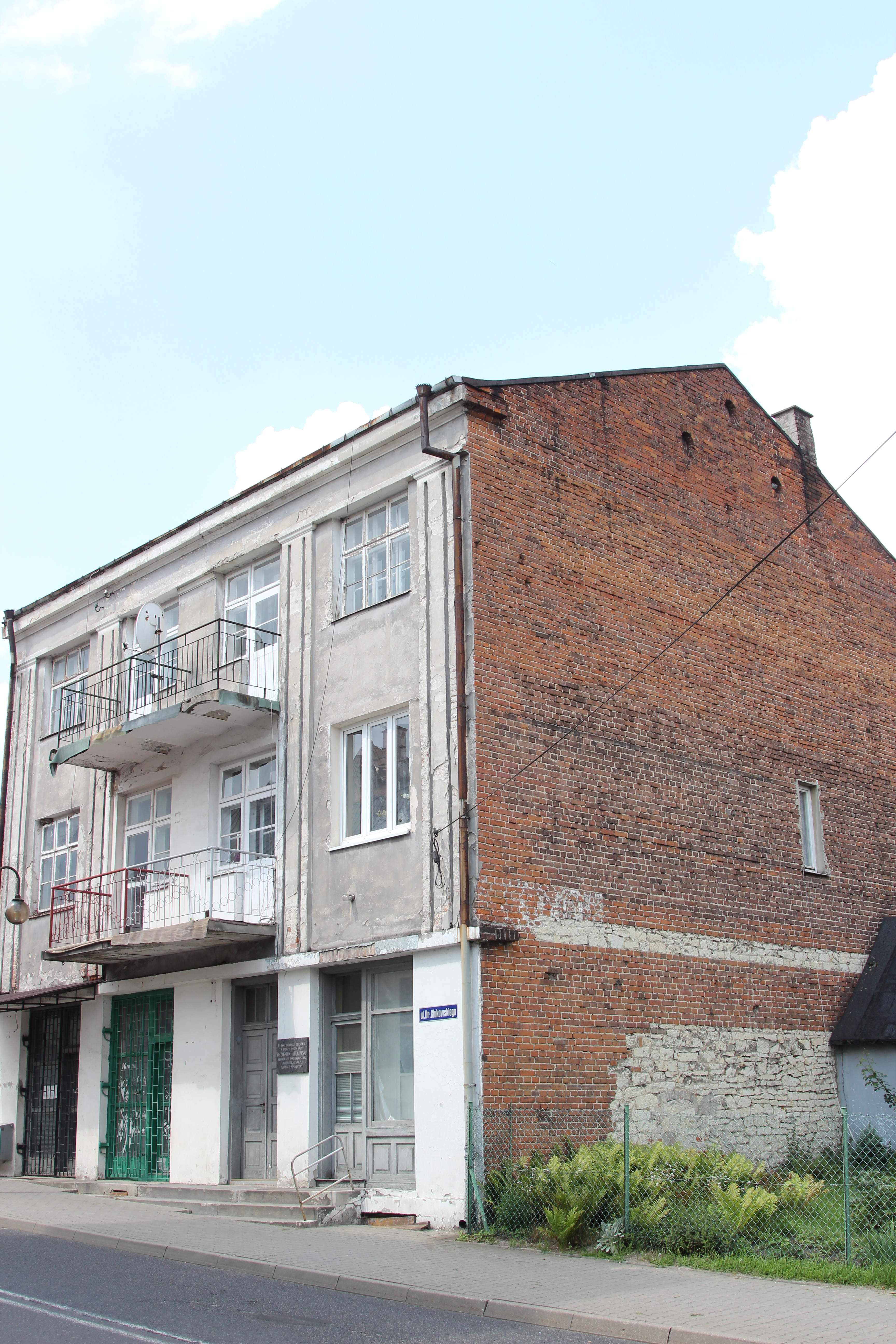
Dom w Szczebrzeszynie, w którym w latach 1952–1959 mieszkał Zygmunt Klukowski (widok w 2018)

Zygmunt Klukowski, ps. „Podwiński” (ur. 13 stycznia?/25 stycznia 1885 w Odessie, zm. 23 listopada 1959 w Szczebrzeszynie) – polski lekarz, bibliofil, kolekcjoner ekslibrisów, historyk regionalista, autor pamiętników, oficer Wojska Polskiego, Związku Walki Zbrojnej, Armii Krajowej.
Jeden z trzech (obok Stanisława Pojaska z Biłgoraja i Janusza Petera z Tomaszowa Lubelskiego) zasłużonych lekarzy – kronikarzy wydarzeń okresu okupacji niemieckiej (1939–1944) na Roztoczu.

## Życiorys
Urodził się w kresowej polskiej ziemiańskiej rodzinie Jordana i Felicji. Jego ojciec prowadził aptekę w Odessie, skąd w 1892 roku przeniósł się z rodziną do Moskwy. Zygmunt, który w tym czasie uczęszczał do gimnazjum, już w szóstej klasie włączył się aktywnie w działania tajnej organizacji uczniowskiej. Wiosną 1904 roku zdał maturę i zapisał się na medycynę na Uniwersytet Moskiewski, gdzie również należał do polskiej organizacji studenckiej. W 1905 roku brał czynny udział w strajkach studenckich. Po zamknięciu Uniwersytetu przeniósł się na Wydział Lekarski Uniwersytetu Jagiellońskiego do Krakowa. W czasie studiów należał do „Spójni”. Z polecenia PPS zajmował się przerzutem „bibuły” do Warszawy. Studia medyczne ukończył w 1911 roku.
W czasie I wojny światowej, w latach 1914–1917, był żołnierzem w służbach medycznych armii rosyjskiej i służył na froncie w Prusach Wschodnich.
W październiku 1919 roku został dyrektorem szpitala św. Katarzyny w Szczebrzeszynie. Oprócz kierowania szpitalem i prowadzenia prywatnej praktyki lekarskiej angażował się w życie lokalnej społeczności. W latach 1920–1921 służył w Wojsku Polskim (kapitan lekarz rezerwy).
Przez całe życie gromadził materiały dotyczące historii medycyny, historii regionu. Był członkiem Rady Bibliofilskiej, Towarzystwa Miłośników Książki w Krakowie, Klubu Dobrej Książki w Warszawie. Popularyzował wśród młodzieży wiedzę o książkach, wydawał druki bibliofilskie, książki wspomnieniowe, organizował wystawy książki. Jego prywatny księgozbiór osiągnął prawie dziesięć tysięcy woluminów.
W 1923 roku z jego inicjatywy powstało w Zamościu Koło Miłośników Książki, które – również dzięki niemu – w 1927 roku przejęło na własność i reaktywowało Bibliotekę Miejską w Zamościu. Koło prowadziło też działalność wydawniczą. Był redaktorem naczelnym czasopisma „Teka Zamojska. Kwartalnik Regionalny”. Z jego inicjatywy w 1925 roku zorganizowano w Zamościu, w gmachu dawnego klasztoru franciszkanów, muzeum regionalne, na którego rzecz podarował duże zbiory sztuki ludowej, głównie ceramiki.
W 1939 roku włączył się w działalność konspiracyjną, był żołnierzem Związku Walki Zbrojnej, potem Armii Krajowej. Kierował Biurem Informacji i Propagandy w Zamojskim Inspektoracie AK. Przez całą wojnę był lekarzem oddziałów partyzanckich. Do szpitala przyjmował rannych żołnierzy podziemia, za co groziła mu kara śmierci. Podczas pracy konspiracyjnej zaczął też gromadzić świadectwa z okresu okupacji: dokumenty ruchu oporu na Zamojszczyźnie, wspomnienia, dzienniki i relacje (często pisane na jego zamówienie). Zebrany materiał posłużył do wydania czterech tomów Materiałów do dziejów Zamojszczyzny w latach 1939–1944. Jego dzienniki stanowiły materiał dowodowy w jednym z procesów norymberskich w listopadzie 1947 roku – w procesie funkcjonariuszy Głównego Urzędu Rasy i Osadnictwa SS. Został powołany jako świadek oskarżenia w sprawie pacyfikacji Zamojszczyzny.
Tuż po wyzwoleniu, wspólnie z kilkoma mieszkańcami Szczebrzeszyna, założył Komitet Odbudowy Szkół, dzięki któremu już 1 września 1944 zaczął się rok szkolny w miejscowym gimnazjum. Powołano także w Szczebrzeszynie Zasadniczą Szkołę Zawodową, a w 1948 roku z jego inicjatywy otwarto Miejską Bibliotekę Publiczną. 
W 1950 roku został aresztowany powtórnie (pierwszy raz na krótko w 1946 roku) za przynależność do AK, faktycznie szykanowano go za odmowę współpracy z nowymi władzami komunistycznymi i ukrycie archiwum oddziałów AK. Wojskowy Sąd Rejonowy w Lublinie skazał go na 2 lata pozbawienia wolności w zawieszeniu. Niedługo potem, w dniu 3 lipca 1952 roku, ponownie go aresztowano. Drugi pobyt w więzieniu związany był z działalnością jego syna Tadeusza, który związał się z podziemną organizacją „Kraj”, za co ten został skazany na karę śmierci i rozstrzelany 30 czerwca 1953 w więzieniu przy ulicy Rakowieckiej w Warszawie. Do dziś nie wiadomo, gdzie został pochowany.
W latach 1952–1959 mieszkał w Szczebrzeszynie. Po powrocie z więzienia wrócił do praktyki lekarskiej. Dopiero pod koniec życia zaczął być doceniany przez oficjalne władze. W 1956 roku został zrehabilitowany, rok później otrzymał za całokształt swej działalności nagrodę wojewódzką, a 28 czerwca 1959 roku otrzymał najwyższe odznaczenie bibliofilskie – Order Białego Kruka ze Wstęgą Białej Myszy. W lipcu 1959 roku odebrał nagrodę tygodnika „Polityka” za „Dziennik z lat okupacji”, jako najlepszy zapis w najnowszej historii Polski.
Zmarł w szpitalu w Szczebrzeszynie. Został pochowany na cmentarzu w Szczebrzeszynie.

## Ordery i odznaczenia
- Krzyż Kawalerski Orderu Odrodzenia Polski (1958)
- Złoty Krzyż Zasługi (dwukrotnie: 1937, 18 czerwca 1948[3])
- Srebrny Wawrzyn Akademicki (4 listopada 1937)[4]
- Medal Dziesięciolecia Odzyskanej Niepodległości[2]
- Order Białego Kruka ze Wstęgą Białej Myszy (28 czerwca 1959)

## Upamiętnienie

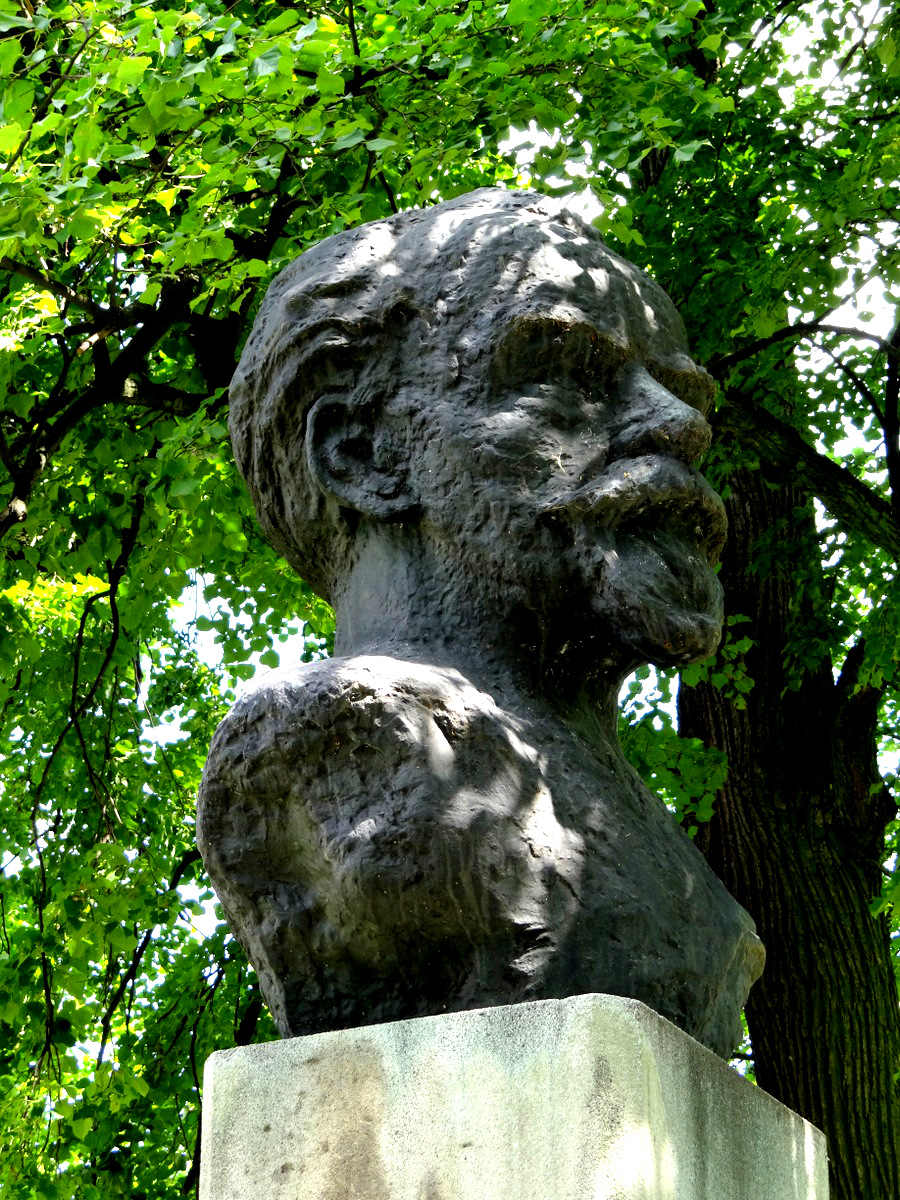
Pomnik Zygmunta Klukowskiego w Szczebrzeszynie

Od 1985 roku wręczana jest Nagroda im. Zygmunta Klukowskiego. W 1987 roku w Szczebrzeszynie odsłonięto jego pomnik autorstwa Bogusława Koczwary. Ponadto rada miasta Szczebrzeszyn nadała w 1996 roku jego imię Zespołowi Szkół nr 2 (przed szkołą postawiono jego popiersie). Jego nazwiskiem nazwano także ulicę (dawniej Klasztorną), przy której stoją budynki szpitalne.

## Publikacje
- Organizacja pomocy lekarskiej dla włościan w Ordynacji Nieświeskiej książąt Radziwiłłów w pierwszej połowie XIX wieku, Poznań 1925.
- Lekarze jako dowódcy oddziałów powstańczych w 1863 roku, Warszawa 1926.
- Lekarze w powstaniu 1863 r. polegli w boju, zamordowani i straceni z wyroków sądu [Referat wygłoszony 15 lipca 1925 roku w Warszawie na II Zjeździe Historyków Medycyny], Poznań 1926.
- Opis dżumy w Lublinie w roku 1625, Poznań 1926.
- Dawne Szkoły im. Zamoyskich w Szczebrzeszynie 1811–1852, Zamość 1927.
- Instrukcja dla lekarzy polowych w powstaniu 1863 roku, Warszawa 1937.
- Dzieje Fundacji Szkolnej im. Zamoyskich w Zamościu i Szczebrzeszynie, „Teka Zamojska” z 1938 nr 3.
- Pieśni oddziałów partyzanckich Zamojszczyzny (wydane pod ps. „Podwiński”), bez miejsca wydania 1944.
- Terror niemiecki w Zamojszczyźnie 1939–1944, Zamość 1945.
- Wysiedlenie Szczebrzeszyna i utworzenie gminy niemieckiej, Zamość 1945.
- Niemcy i Zamojszczyzna 1939–1944, Zamość 1946.
- Zamojszczyzna w walce z Niemcami 1939–1944, Zamość 1946.
- Dywersja w Zamojszczyźnie 1939–1944, Zamość 1947.
- How the eviction of Poles by the Germans from the area of Zamosc was carried out. German Crimes in Poland, Warszawa 1947.
- Dziennik z lat okupacji Zamojszczyzny 1939–1944, Lublin 1958, 1959 (wznowienie: Zamość 2020).
- Dziennik 1944–1955, Lublin 1990 (wznowienie: Zamość 2019).
- Walki oddziałów ZWZ – AK i BCH Inspektoratu Zamojskiego w latach wojny 1939–1944, t. II (współautor: A. Glińska i J. Jóźwiakowski), Lublin 1990.
- W przyfrontowym miasteczku, „Tygodnik Zamojski” z 1990 nr 41.
- Zamojszczyzna I. 1918–1943, II. 1944–1953, Wydawnictwo KARTA, Warszawa 2007.
- Zamojszczyzna. 1918–1959, Wydanie IV, Wydawnictwo KARTA, koordynacja i opracowanie Agnieszka Knyt, Warszawa 2023.